# Ma'ain (huyện)
Huyện Ma'ain là một huyện thuộc tỉnh Amanat Al Asimah, Yemen. Đến thời điểm năm 2003, huyện này có dân số 265469 người